# Émile Girardeau
Émile Girardeau, né à Luçon (Vendée) le 12 octobre 1882 et mort à Paris le 7 décembre 1970, est un ingénieur français, fondateur de la Compagnie générale de la télégraphie sans fil (CSF) et dirigeant de cette société jusqu'en 1944.

## Biographie
Après des études secondaires au collège de Luçon puis au lycée de Nantes, il entre en 1902 à l'École polytechnique. Il est ensuite instructeur à l'École des Ponts et chaussées.
En 1909, il établit, en collaboration avec Joseph Béthenod (qui devint membre de l’Académie des Sciences) la première liaison radiotélégraphique dans des pays tropicaux, de Brazzaville à Loango.
En 1910, il fonde la Société française radio-électrique (SFR) qui devait assurer le premier essor de l'industrie française dans le domaine de la radio-électricité. Le succès de la technique originale utilisée pour la première radiocommunication sous les tropiques permet à la SFR de s’assurer une activité internationale dès avant 1914.
Au début de la Première Guerre mondiale, il est mobilisé à l'Établissement central de radiotélégraphie militaire, auprès du Général Ferrié. En 1915, il est affecté par le général Joffre à l'instruction, en matière de radio-électricité, des officiers aviateurs aux Armées. En 1919, il est nommé chevalier de la Légion d'honneur pour services de guerre.
En 1921, il participe à la Conférence de Washington, où il obtient la participation de la France aux liaisons transocéaniques et avec l'Extrême orient.
En 1922, il propose la création d'un service public d'information et de musique, et crée le premier poste privé de radio en France : Radiola, nom de l'appareil de réception et de la station émettrice. La radiodiffusion française était née.
En 1934 : radar décimétrique : Émile Girardeau dépose un brevet et effectue des tests sur ce type particulier de radars.
Il continue de diriger la SFR (études et construction de matériel radio-électrique, qui met également au point les premiers systèmes français de radiocommunication aérienne) et la Compagnie générale de la télégraphie sans fil (CSF) (établissement de liaisons radioélectriques internationales) et il mène des négociations dans tous les pays avec lesquels des liaisons directes par radiotélégraphie semblent utiles à la France. Il restera le dirigeant principal du groupe CSF que l'on appelle alors plus fréquemment la Compagnie générale de TSF jusqu'en 1945, où il cède la place à Robert Tabouis.
Aussitôt après l’invasion allemande, il reste à Paris et continue à diriger le groupe placé sous la tutelle de Telefunken dont les dirigeants, raconte Girardeau dans ses mémoires, lui indiquaient quels étaient parmi les représentants de la société allemande, les membres du NSDAP dont il fallait se méfier. Girardeau a été intégré dans le réseau de résistance Vélite-Thermopyles.
En 1944, s’étant mis en rapport dès le 7 juin avec les Forces Alliées de débarquement, il reçoit du commandement la mission de préparer le rétablissement des radiocommunications. Il y parvient dans un très court délai grâce à l’utilisation d’un important matériel dissimulé à l’ennemi pendant l’occupation.
Il fonde et préside la Fédération nationale des industries électroniques. Obligé, pour raison de santé, de réduire son activité industrielle, il résilie ses fonctions de président-directeur général d'entreprises de construction radioélectrique. Il accepte toutefois la présidence, de deux sociétés de services publics assurant des radiocommunications internationales : la Compagnie Radio France et Radio Orient, et devient président d’honneur et conseil de la CSF.
Il est élu membre de l’Académie de Marine en 1945, et membre de l’Académie des sciences morales et politiques en 1954.
Pour lui rendre hommage, l'Académie des Sciences morales et politiques attribue annuellement un prix Émile Girardeau « à un ouvrage ou mémoire ayant trait aux sciences économiques ou sociologiques ».

## Distinctions
- * Commandeur de la Légion d'honneur
- * citation à l'ordre des Forces Alliées, 1945.

## Publications
- Essai de contribution à la paix sociale, préface de M. C.-J. Gignoux, Paris, Société d'éditions économiques et sociales, 1943, 244 p.
- Le Radar, invention française, présentation par le maréchal Juin, conclusion par M. Gavini, Paris, France-Amérique magazine, 1953, 95 p.
- Le Progrès technique et la personnalité humaine, préface d'André Siegfried, Paris, éd. Plon, 1955, VIII-336 p.
- Les Aventures de la science, essai sur l'évolution de l'esprit scientifique, Paris, Flammarion, Bibliothèque de philosophie scientifique, 1957, 283 p.
- Le Progrès social, composantes et intégration, Paris, éd. Génin, 1959, 345 p.
- Vivre mieux ?, Paris, Genève, éd. La Palatine, 1963, 240 p.
- Souvenirs de longue vie, Paris, Berger-Levrault, 1968, 419 p.

## Pour approfondir